# أوجيني غراندي

## مقدمة

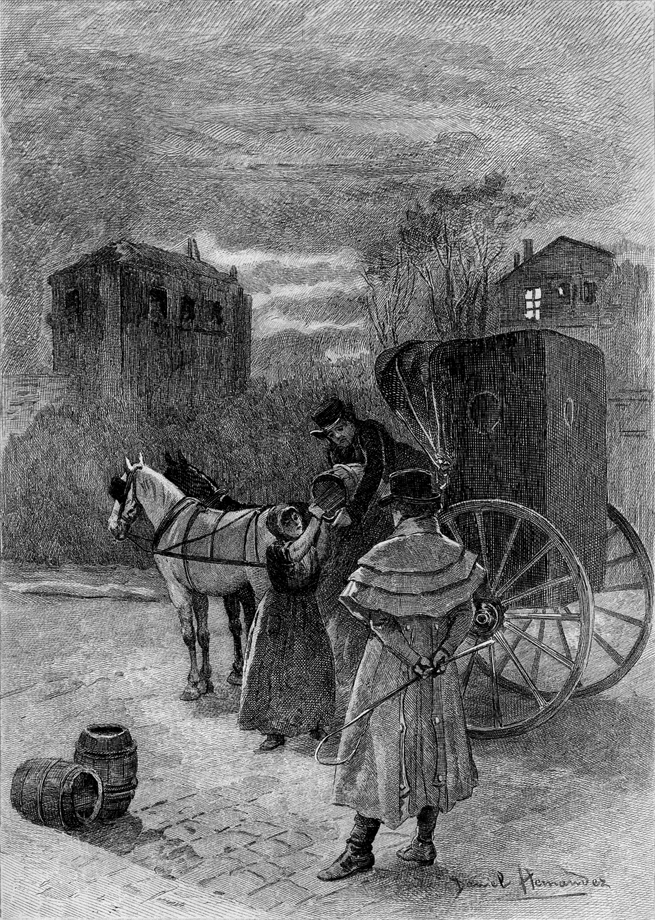
أوجينيه جرانديه

أوجيني غراندي (بالفرنسية: Eugénie Grandet)‏ رواية للأديب الفرنسي أونوريه دي بلزاك تحكي حياة ريفية بسيطة الأحلام تدعي أوجينى لا تلبث أن تغرم بإبن عمها شارل القادم من باريس فتهيم به فتهبه مدخراتها من مال أبيها البخيل مساعدة إياه في سفره إلى الهند . وتلبث سنينا منتظرة عودته، كلها أمل وكلها رجاء.
نُشرت الرواية عام 1833 ، وتدور أحداثها في مدينة سومير حيث رسم فيها بلزاك شخصية البخيل فيليكس جرانديه (Felix Grandet) وعِشقه للمال الذي جمعه من عمله في صناعة البراميل وحقق ثروة طائلة مُستغلاً الأحداث غير المُستقرة بعد ثورة 1789 .
ويتضح بخله من خلال عدة مشاهد تصور سلوك البخيل من حيث منزله البائس ، وإقناع زوجته وإبنته بأنه فقير لا يمتلك سوي قوت يومه ، إلي أن يصل ابن أخيه تشارلز (Charles) القادم من باريس ويعطيه رسالة من أبيه يُخبره فيها عَزمه علي الانتحار لعدم قُدرته علي سداد ديونه .
تهيم أوجيني Eugenie حباً بإبن عمتها وتقرر مساعدته من خلال إعطائه مدخراتها حتي يستطيع السفر إلي الهند وجمع المال ، وما أن يعلم والدها بذلك حتي تثور ثائرته ويُقرر حبسها .
ولا تتحمل الأم عقابه لإبنتها وحبسها ، فتمرض مرضاً شديداً يفضي إلي الموت، ثم ترث أزجيني والدتها ولكن والدها يستولي علي ميراثها عُنوه وإلا أن لا يمر كثير من الوقت حتي يتوفي جرانديه .
وبعد فترة وجيزة من وفاة الوالد تكتشف أوجيني أنه كان يمتلك ثروة طائلة ، ويرسل لها تشارلز خطاباً يُخبرها فيه بزواجه من فتاة من الطبقة الأرستقراطية بعد أن نجح في جمع ثروة لا بأس بها ، إلا أنه في نفس الوقت يمتنع عن سداد ديون والده، أي أن هذا الشاب الرومانسي يتحول هو الآخر إلي إنسان مادي فظ القلب .
وعلي الرغم من الصدمة تؤثر أوجيني القيام بواجبها تجاه عمها المتوفي وتُسدد ديونه إنقاذاً لسمعته .
وتتزوج بعد ذلك من أحد من كان يرغب في الزواج منها طمعاً في ثروتها ، إلا أنها تشترط الاحتفاظ بإستقلاليتها .
وتعيش بعد ذلك في عُزلة ويستمر نمط حياتها البائس ، أي تظهر الخاتمة انتقال بُخل والدها إليها والذي يتمثل في حرمانها من الاستمتاع بالحياة ، ولكنها بالرغم من ذلك تحتفظ بنقاء قلبها .

يرى بعض النقاد أن هذه الرواية واحدة من أفضل ما كتب بالزاك على الإطلاق.

## وصلات خارجية
- أوجيني غراندي على موقع الموسوعة البريطانية (الإنجليزية)

- قصة أوجيني جرنديه صوتية
- مُلخص القصة